# Ligue D de la Ligue des nations de l'UEFA 2024-2025
 (septembre 2024).
Navigation
Ligue D 2022-2023 Ligue D 2026-2027
La Ligue D de la Ligue des nations 2024-2025 est la quatrième division de la Ligue des nations 2024-2025, quatrième édition d'une compétition impliquant les équipes nationales masculines des 55 associations membres de l'UEFA.

## Format
Le format de la compétition est modifié par rapport à l'édition précédente. Le 25 janvier 2023, l’UEFA a procédé aux annonces concernant les éliminatoires de l'Euro avec des groupes resserrés de quatre ou cinq équipes et le nouveau format de la Ligue des Nations. Alexander Ceferin, président de l’UEFA, s’est exprimé sur ces changements : « L’introduction de l’UEFA Nations League a été un succès, car elle a remplacé les matches amicaux par des matches plus compétitifs. (…) La nouvelle formule promet de renforcer encore les compétitions pour les équipes nationales européennes et de les rendre encore plus passionnantes. »

### Tirage au sort
Les équipes sont attribuées à la Ligue D en fonction de la liste d'accès basée sur le classement général de la précédente édition. Elles sont réparties en deux chapeaux de deux et quatre équipes, placées selon leur coefficient.
Le tirage au sort de la phase de ligue a lieu à Paris, le 8 février 2024.
| Équipe    | Classement |
| --------- | ---------- |
| Gibraltar | 48         |
| Moldavie  | 51         |

| Équipe        | Classement |
| ------------- | ---------- |
| Malte         | 52         |
| Andorre       | 53         |
| Saint-Marin   | 54         |
| Liechtenstein | 55         |

## Groupes
Légende des classements
- Promotion en Ligue C
- Barrage de promotion en Ligue C

### Groupe 1
| Rang | Équipe        | Pts | J | G | N | P | Bp | Bc | Diff |  | Résultats (▼ dom., ► ext.) |     |     |     |
| ---- | ------------- | --- | - | - | - | - | -- | -- | ---- |  | -------------------------- | --- | --- | --- |
| 1    | Saint-Marin   | 7   | 4 | 2 | 1 | 1 | 5  | 3  | +2   |  | Saint-Marin                |     | 1-1 | 1-0 |
| 2    | Gibraltar R   | 6   | 4 | 1 | 3 | 0 | 4  | 3  | +1   |  | Gibraltar R                | 1-0 |     | 2-2 |
| 3    | Liechtenstein | 2   | 4 | 0 | 2 | 2 | 3  | 6  | -3   |  | Liechtenstein              | 1-3 | 0-0 |     |

| 1re journée            | Saint-Marin                                   | 1 - 0   | Liechtenstein                | Stade de Saint-Marin, Serravalle                                                 |                                                                                  |
| 5 septembre 2024 20h45 | Sensoli 53e                                   | (0 - 0) |                              | Spectateurs : 914 Arbitrage : Andris Treimanis Arbitre vidéo : Kristaps Ratnieks | Spectateurs : 914 Arbitrage : Andris Treimanis Arbitre vidéo : Kristaps Ratnieks |
| 5 septembre 2024 20h45 | Cevoli 51e · Mi. Battistini 87e · Rossi 90+7e | Rapport | 10e N. Hasler · 90+1e Wieser | Spectateurs : 914 Arbitrage : Andris Treimanis Arbitre vidéo : Kristaps Ratnieks | Spectateurs : 914 Arbitrage : Andris Treimanis Arbitre vidéo : Kristaps Ratnieks |

| 2e journée             | Gibraltar                                                                                                | 2 - 2   | Liechtenstein                                                                                                   | Europa Point Stadium, Punta de Europa                                        |                                                                              |
| 8 septembre 2024 18h00 | Walker 8e · ( Valarino) Scanlon 90+7e                                                                    | (1 - 0) | 53e Saglam (M. Büchel ) · 90+14e (pen.) Hasler                                                                  | Spectateurs : 681 Arbitrage : Kristo Tohver Arbitre vidéo : Daniel Bar Natan | Spectateurs : 681 Arbitrage : Kristo Tohver Arbitre vidéo : Daniel Bar Natan |
| 8 septembre 2024 18h00 | Olivero 47e · Torrilla 55e · Bartolo 57e · Britto 67e · Annesley 90+3e · Coleing 90+4e · Chipolina 90+7e | Rapport | 16e Wieser · 25e Luque Notaro · 55e M. Büchel · 59e Kindle · 67e Meier · 82e Sele · 90e Netzer · 90+4e Lo Russo | Spectateurs : 681 Arbitrage : Kristo Tohver Arbitre vidéo : Daniel Bar Natan | Spectateurs : 681 Arbitrage : Kristo Tohver Arbitre vidéo : Daniel Bar Natan |

| 3e journée            | Gibraltar                               | 1 - 0   | Saint-Marin | Europa Point Stadium, Punta de Europa                                   |                                                                         |
| 10 octobre 2024 20h45 | ( De Barr) Britto 62e                   | (0 - 0) | | Spectateurs : 677 Arbitrage : Felix Zwayer Arbitre vidéo : Sören Storks | Spectateurs : 677 Arbitrage : Felix Zwayer Arbitre vidéo : Sören Storks |
| 10 octobre 2024 20h45 | De Barr 17e · Britto 23e · Torrilla 78e | Rapport | 10e Tosi · 15e Valli Casadei · 59e Zannoni · 63e Mi. Battistini · 76e Lazzari · 83e T. Benvenuti · 87e Sensoli · 90+3e Contadini | Spectateurs : 677 Arbitrage : Felix Zwayer Arbitre vidéo : Sören Storks | Spectateurs : 677 Arbitrage : Felix Zwayer Arbitre vidéo : Sören Storks |

| 4e journée            | Liechtenstein                           | 0 - 0   | Gibraltar                      | Rheinpark Stadion, Vaduz                                                      |                                                                               |
| 13 octobre 2024 18h00 |                                         |         |                                | Spectateurs : 1 510 Arbitrage : Horațiu Feșnic Arbitre vidéo : Ovidiu Haţegan | Spectateurs : 1 510 Arbitrage : Horațiu Feșnic Arbitre vidéo : Ovidiu Haţegan |
| 13 octobre 2024 18h00 | Salanović 13e · Traber 38e · Marxer 51e | Rapport | 28e Jolley · 90+1e, 90+3e Bent | Spectateurs : 1 510 Arbitrage : Horațiu Feșnic Arbitre vidéo : Ovidiu Haţegan | Spectateurs : 1 510 Arbitrage : Horațiu Feșnic Arbitre vidéo : Ovidiu Haţegan |

| 5e journée             | Saint-Marin                                                   | 1 - 1   | Gibraltar                                                                          | Stade de Saint-Marin, Serravalle                                      |                                                                       |
| 15 novembre 2024 20h45 | Nanni 90+2e (pen.)                                            | (0 - 1) | 11e (pen.) Walker                                                                  | Spectateurs : 1 324 Arbitrage : Igor Pajač Arbitre vidéo : Fran Jović | Spectateurs : 1 324 Arbitrage : Igor Pajač Arbitre vidéo : Fran Jović |
| 15 novembre 2024 20h45 | Valli Casadei 20e · G. Benvenuti 58e · Cevoli 85e · Nanni 85e | Rapport | 39e Pozo · 68e Walker · 76e Torrilla · 87e De Barr · 90+1e Jolley · 90+5e Annesley | Spectateurs : 1 324 Arbitrage : Igor Pajač Arbitre vidéo : Fran Jović | Spectateurs : 1 324 Arbitrage : Igor Pajač Arbitre vidéo : Fran Jović |

| 6e journée             | Liechtenstein                        | 1 - 3   | Saint-Marin                                                         | Rheinpark Stadion, Vaduz                                                        |                                                                                 |
| 18 novembre 2024 20h45 | ( Luque-Notaro) Sele 40e             | (1 - 0) | 46e Lazzari (Contadini ) · 66e (pen.) Nanni · 76e Golinucci (Tosi ) | Spectateurs : 1 157 Arbitrage : Jérémie Pignard Arbitre vidéo : Bastien Dechepy | Spectateurs : 1 157 Arbitrage : Jérémie Pignard Arbitre vidéo : Bastien Dechepy |
| 18 novembre 2024 20h45 | Wieser 49e · Traber 65e · Marxer 75e | Rapport | 60e Berardi · 71e Sensoli · 87e Mi. Battistini                      | Spectateurs : 1 157 Arbitrage : Jérémie Pignard Arbitre vidéo : Bastien Dechepy | Spectateurs : 1 157 Arbitrage : Jérémie Pignard Arbitre vidéo : Bastien Dechepy |

### Groupe 2
| Rang | Équipe   | Pts | J | G | N | P | Bp | Bc | Diff |  | Résultats (▼ dom., ► ext.) |     |     |     |
| ---- | -------- | --- | - | - | - | - | -- | -- | ---- |  | -------------------------- | --- | --- | --- |
| 1    | Moldavie | 9   | 4 | 3 | 0 | 1 | 5  | 1  | +4   |  | Moldavie                   |     | 2-0 | 2-0 |
| 2    | Malte    | 7   | 4 | 2 | 1 | 1 | 2  | 2  | 0    |  | Malte                      | 1-0 |     | 0-0 |
| 3    | Andorre  | 1   | 4 | 0 | 1 | 3 | 0  | 4  | -4   |  | Andorre                    | 0-1 | 0-1 |     |

| 1re journée                    | Moldavie                               | 2 - 0   | Malte                                           | Stade Zimbru, Chișinău                                                            |                                                                                   |
| 7 septembre 2024 18h00 (19h00) | Caimacov 32e · Nicolaescu 45+4e (pen.) | (2 - 0) |                                                 | Spectateurs : 6 142 Arbitrage : Mykola Balakin Arbitre vidéo : Viktor Kopiievskyi | Spectateurs : 6 142 Arbitrage : Mykola Balakin Arbitre vidéo : Viktor Kopiievskyi |
| 7 septembre 2024 18h00 (19h00) | Moțpan 65e · Damașcan 72e              | Rapport | 45e Guillaumier · 45+3e Bonello · 53e Z. Muscat | Spectateurs : 6 142 Arbitrage : Mykola Balakin Arbitre vidéo : Viktor Kopiievskyi | Spectateurs : 6 142 Arbitrage : Mykola Balakin Arbitre vidéo : Viktor Kopiievskyi |

| 2e journée              | Andorre                                             | 0 - 1   | Malte                   | Estadi Nacional, Andorre-la-Vieille                                            |                                                                                |
| 10 septembre 2024 20h45 |                                                     | (0 - 1) | 45e Camenzuli           | Spectateurs : 812 Arbitrage : Mohammed Al-Hakim Arbitre vidéo : Jarred Gillett | Spectateurs : 812 Arbitrage : Mohammed Al-Hakim Arbitre vidéo : Jarred Gillett |
| 10 septembre 2024 20h45 | Guillén 7e · Aláez 68e · Rosas 83e · Albanell 90+3e | Rapport | 90+2e Zammit Lonardelli | Spectateurs : 812 Arbitrage : Mohammed Al-Hakim Arbitre vidéo : Jarred Gillett | Spectateurs : 812 Arbitrage : Mohammed Al-Hakim Arbitre vidéo : Jarred Gillett |

| 3e journée                    | Moldavie                                              | 2 - 0   | Andorre                                                     | Stade Zimbru, Chișinău                                                           |                                                                                  |
| 10 octobre 2024 18h00 (19h00) | ( Caimacov) Ioniţă 31e · Cojocaru 90+5e               | (1 - 0) |                                                             | Spectateurs : 6 442 Arbitrage : Miloš Milanović Arbitre vidéo : Momčilo Marković | Spectateurs : 6 442 Arbitrage : Miloš Milanović Arbitre vidéo : Momčilo Marković |
| 10 octobre 2024 18h00 (19h00) | Moțpan 26e · Baboglo 28e · Mudrac 78e · Craciun 90+4e | Rapport | 28e Rosas · 53e M. San Nicolás · 88e E. Vales · 90+2e Pujol | Spectateurs : 6 442 Arbitrage : Miloš Milanović Arbitre vidéo : Momčilo Marković | Spectateurs : 6 442 Arbitrage : Miloš Milanović Arbitre vidéo : Momčilo Marković |

| 4e journée            | Malte                               | 1 - 0   | Moldavie                                   | Ta' Qali Stadium, Ta' Qali                                                    |                                                                               |
| 13 octobre 2024 18h00 | Teuma 87e (pen.)                    | (0 - 0) |                                            | Spectateurs : 5 754 Arbitrage : John Brooks Arbitre vidéo : Michael Salisbury | Spectateurs : 5 754 Arbitrage : John Brooks Arbitre vidéo : Michael Salisbury |
| 13 octobre 2024 18h00 | Shaw 29e · Mentz 39e · J. Mbong 70e | Rapport | 30e Reabciuk · 51e Cojocaru · 62e Caimacov | Spectateurs : 5 754 Arbitrage : John Brooks Arbitre vidéo : Michael Salisbury | Spectateurs : 5 754 Arbitrage : John Brooks Arbitre vidéo : Michael Salisbury |

| 5e journée             | Andorre                                       | 0 - 1   | Moldavie                                                | Estadi Nacional, Andorre-la-Vieille                                         |                                                                             |
| 16 novembre 2024 18h00 |                                               | (0 - 0) | 90+2e Postolachi (Cojocaru )                            | Spectateurs : 984 Arbitrage : Bulat Sariyev Arbitre vidéo : Jochem Kamphuis | Spectateurs : 984 Arbitrage : Bulat Sariyev Arbitre vidéo : Jochem Kamphuis |
| 16 novembre 2024 18h00 | E. Vales 17e · R. Fernández 64e · Pujol 90+5e | Rapport | 18e Rață · 35e Mudrac · 46e Reabciuk · 90+4e Postolachi | Spectateurs : 984 Arbitrage : Bulat Sariyev Arbitre vidéo : Jochem Kamphuis | Spectateurs : 984 Arbitrage : Bulat Sariyev Arbitre vidéo : Jochem Kamphuis |

| 6e journée             | Malte                                               | 0 - 0   | Andorre                                                     | Ta' Qali Stadium, Ta' Qali                                                   |                                                                              |
| 19 novembre 2024 20h45 |                                                     |         |                                                             | Spectateurs : 3 142 Arbitrage : Luka Bilbija Arbitre vidéo : Robert Schröder | Spectateurs : 3 142 Arbitrage : Luka Bilbija Arbitre vidéo : Robert Schröder |
| 19 novembre 2024 20h45 | Mentz 17e · J. Mbong 20e · Fenech 24e · Beerman 75e | Rapport | 21e I. Fernández · 57e Da Silva · 85e Olivera · 90+3e Babot | Spectateurs : 3 142 Arbitrage : Luka Bilbija Arbitre vidéo : Robert Schröder | Spectateurs : 3 142 Arbitrage : Luka Bilbija Arbitre vidéo : Robert Schröder |

## Classement général
Légende des classements
- Promotion en Ligue C
- Barrage de promotion en Ligue C

| Rang | Nation        | Parcours                        | Gr. | MJ | G | N | P | Pts | Bp | Bc | Diff |
| ---- | ------------- | ------------------------------- | --- | -- | - | - | - | --- | -- | -- | ---- |
| 49e  | Moldavie      | Meilleur premier de groupe      | 2   | 4  | 3 | 0 | 1 | 9   | 5  | 1  | +4   |
| 50e  | Saint-Marin   | 2e meilleur premier de groupe   | 1   | 4  | 2 | 1 | 1 | 7   | 5  | 3  | +2   |
|      |               |                                 |     |    |   |   |   |     |    |    |      |
| 51e  | Malte         | Meilleur deuxième de groupe     | 2   | 4  | 2 | 1 | 1 | 7   | 2  | 2  | 0    |
| 52e  | Gibraltar R   | 2e meilleur deuxième de groupe  | 1   | 4  | 1 | 3 | 0 | 6   | 4  | 3  | +1   |
|      |               |                                 |     |    |   |   |   |     |    |    |      |
| 53e  | Liechtenstein | Meilleur troisième de groupe    | 1   | 4  | 0 | 2 | 2 | 2   | 3  | 6  | -3   |
| 54e  | Andorre       | 2e meilleur troisième de groupe | 2   | 4  | 0 | 1 | 3 | 1   | 0  | 4  | -4   |

## Buteurs

### 2 buts
- Liam Walker
- Nicola Nanni

### 1 but
- Ethan Britto
- James Scanlon
- Nicolas Hasler
- Ferhat Saglam
- Aron Sele
- Ryan Camenzuli
- Teddy Teuma
- Mihail Caimacov
- Maxim Cojocaru
- Artur Ioniță
- Ion Nicolaescu
- Virgiliu Postolachi
- Alessandro Golinucci
- Lorenzo Lazzari
- Nicko Sensoli